# Palais étrangers
Pour plus de détails, voir Fiche technique et Distribution.
Palais étrangers est un film de Georges Méliès sorti en 1900 au début du cinéma muet.